# .ba
.ba je vrhovna internetska domena (country code top-level domain - ccTLD) za Bosnu i Hercegovinu. Domenom upravlja Univerzitetski telinformatički centar.

## Vanjske poveznice
- IANA .ba whois informacija  Arhivirana inačica izvorne stranice od 16. svibnja 2008. (Wayback Machine)